# ウラル・ウファ
ウラル・ウファ（ロシア語: Урал Уфа）は、ロシア・ウファを本拠地とする男子バレーボールクラブチーム。

## 歴史
1992年創設。1996年に二部リーグで優勝しスーパーリーグに昇格。
1996年から2001年までネフチャニク・バシュキリ（Нефтяник Башкирии, Neftyanik Bashkirii）、2001年から2007年までネフチャニク・バシュコルトスターナ（Нефтяник Башкортостана, Neftyanik Bashkortostana）として活動し、2007年にウラル（Урал, Ural）の名称となった。
スーパーリーグでは1999年にロシアカップ準優勝、2013年にリーグ準優勝を飾った。2013年チャレンジカップではファイナル進出を果たすも、イタリアのピアチェンツァに敗退した。

## 主な成績
ロシアリーグ
- 優勝：なし

 ロシアカップ
- 優勝：なし
- 準優勝：1999年

 チャレンジカップ
- 準優勝：2013年

## 歴代監督
- ゾラン・ガイッチ
- フラヴィオ・グリネッリ

## 歴代所属選手
| - アレクセイ・カザコフ - エフゲーニ・ミトコフ - コンスタンチン・ウシャコフ - ロマン・ヤコブレフ - パーベル・アブラーモフ - アレクセイ・ベルボフ - アレクサンドル・コルネーエフ - タラス・フテイ - アレクセイ・スピリドノフ | - ロイク・ド・ケルグレ - アンドレイ・ジェコフ - トドル・アレクシエフ - ニコラ・コバチェビッチ - サーシャ・スタロビッチ - ロベルト・クロム | - ロイ・ボール - クレイトン・スタンリー - ガブリエル・ガードナー - レアンドロ・ヴィソット・ネヴェス |